# أسروة شعاعية
أسروة شعاعية (الاسم العلمي: Aseroe actinobola) هو نوع من الفطريات يتبع جنس الأسروة من فصيلة الفالوسية.